# Paardenkastanje

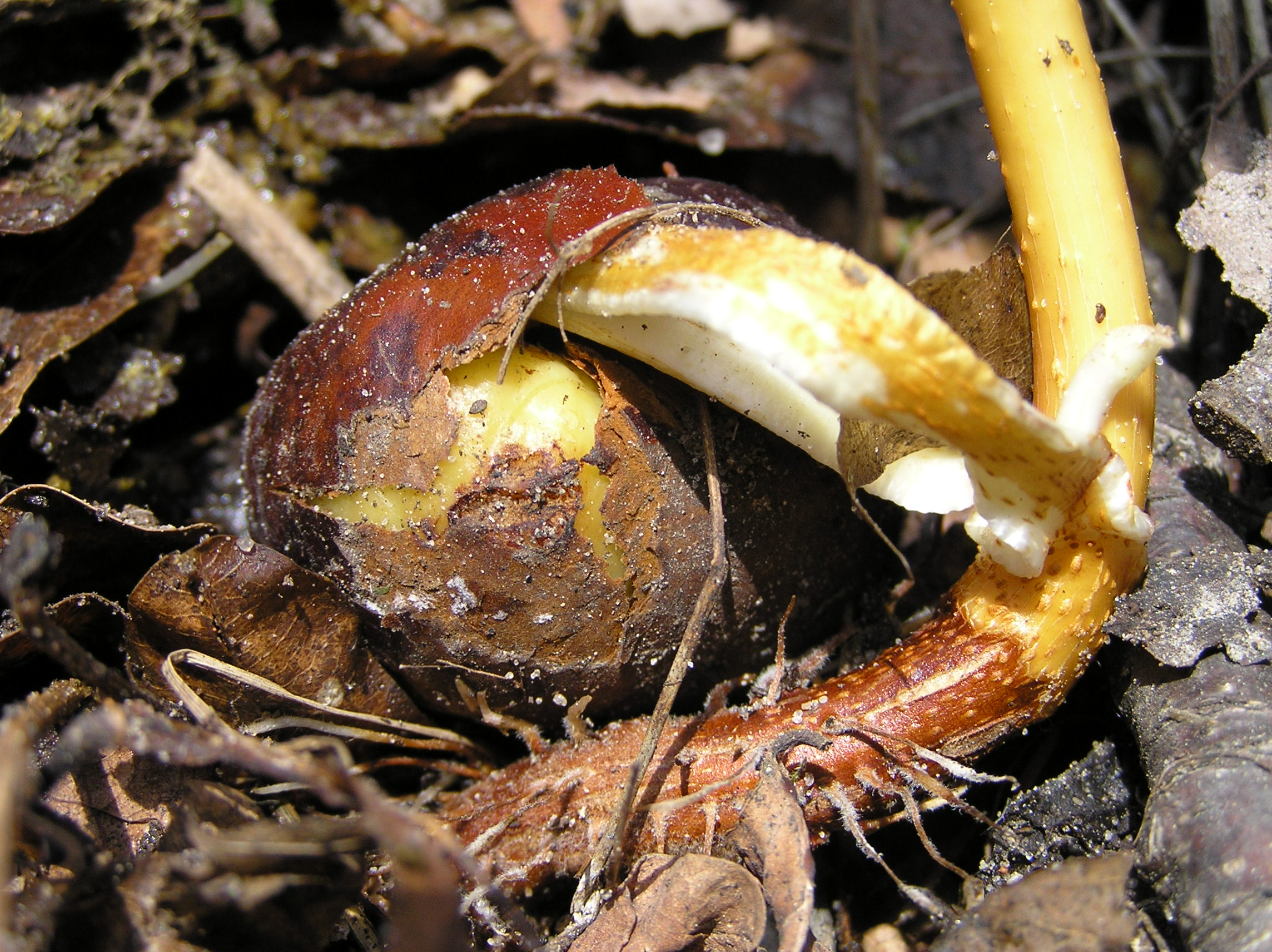
Zaailing

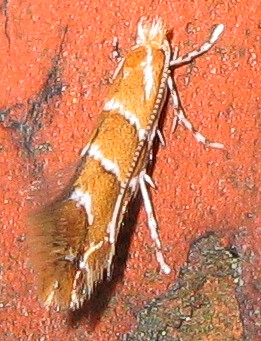
Paardenkastanjemineermot

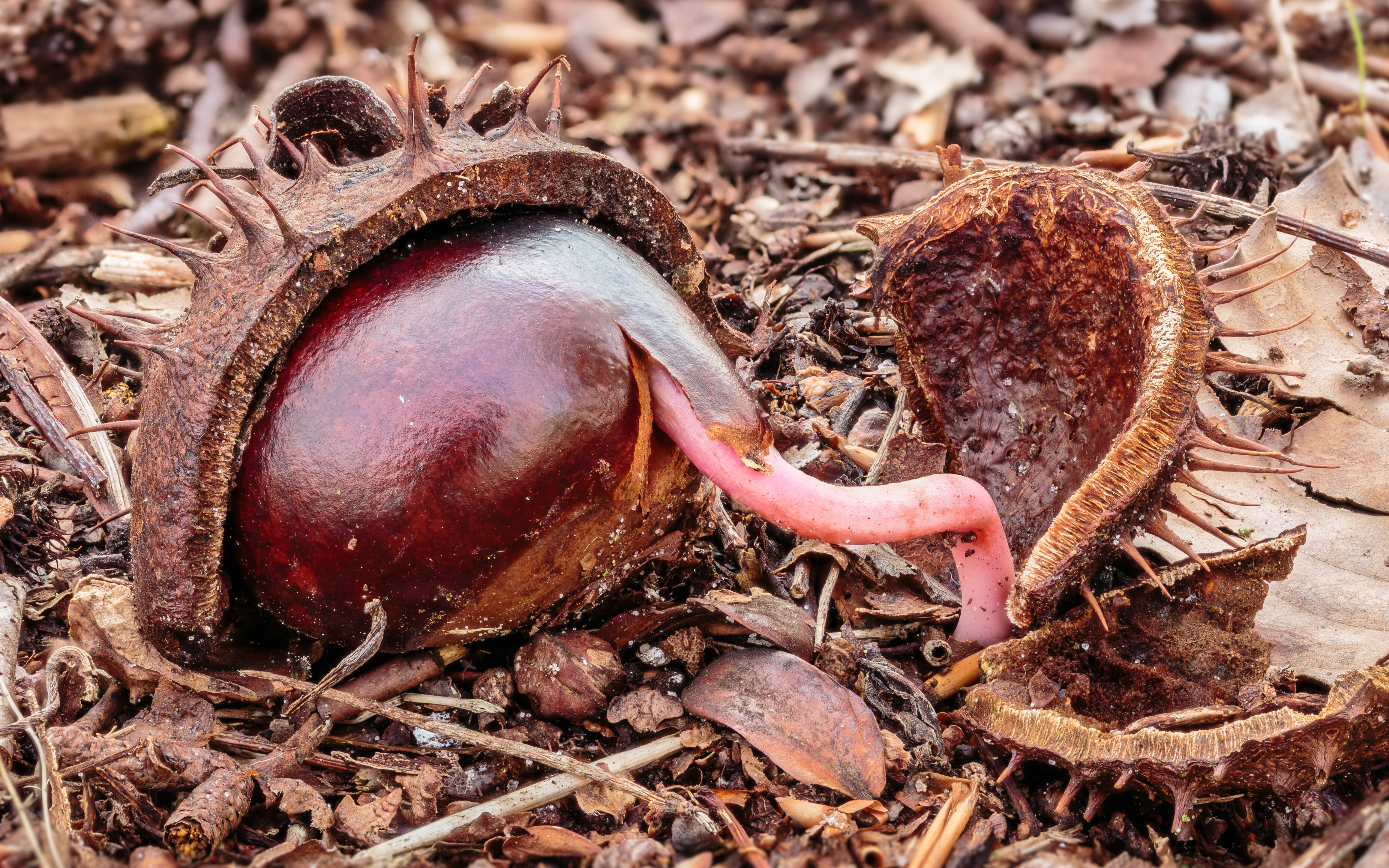
Vrucht van een paardenkastanje nog in een halve cocon waarvan de fragile spruit moeder aarde reeds heeft bereikt.

Paardenkastanje (Aesculus) is een geslacht van ruim twintig soorten. Paardenkastanjesoorten komen voor op het noordelijk halfrond, voornamelijk in Noord-Amerika, Zuidoost-Europa (Albanië en Griekenland), de Himalaya, China en Japan. Paardenkastanjesoorten zijn kensoorten voor het onderverbond Ulmenion carpinifoliae van het verbond van els en gewone vogelkers (Alno-padion). Het hout van  paardenkastanjes is licht en niet duurzaam. Het doet denken aan het hout van wilgen en populieren.
Het oorspronkelijke areaal van de witte (of gewone) paardenkastanje ligt op de Balkan en in Anatolië. De witte paardenkastanje is vanuit het gebied om Constantinopel in West-Europa ingevoerd in het midden van de 16e eeuw door Ogier Gisleen van Busbeke, die gezant was in dienst van de Duitse keizer bij de Osmaanse sultan. Hij heeft naast de witte paardenkastanje ook de sering en een aantal bolgewassen, waaronder tulpen, in West-Europa geïntroduceerd.
Tot een geheel andere plantenfamilie behoort de tamme kastanje (Castanea sativa).

## Beschrijving
In Nederland is vooral de witte paardenkastanje (Aesculus hippocastanum) te vinden, en in mindere mate de rode paardenkastanje (Aesculus × carnea). De rode paardenkastanje is ontstaan uit de kruising van de witbloeiende Aesculus hippocastanum met de roodbloeiende Aesculus pavia. De witte paardenkastanje is een brede boom en kan 20 tot 25 m hoog worden. De witte bloemen hebben aan de voet van de kroonbladen een honingmerk. De onbestoven bloem met gele vlekken heeft een hoge nectarproductie. De kleur verandert na bestuiving via oranje naar rood naarmate er minder nectar wordt geproduceerd. De rode paardenkastanje kan tot 20 m hoog worden.
De paardenkastanje heeft tegenoverstaande handvormige samengestelde bladeren. De voet van de centrale bladsteel is onderaan verbreed en heeft een typisch hoefijzervormig bladmerk met meer dan drie bladsporen. De boom bloeit in mei. De bloeiwijze is een eindstandige bloempluim, kaars genoemd, die aan de buitenkant van de boomkroon zitten. Alle soorten zijn eenhuizig en hebben een- of tweeslachtige bloemen.

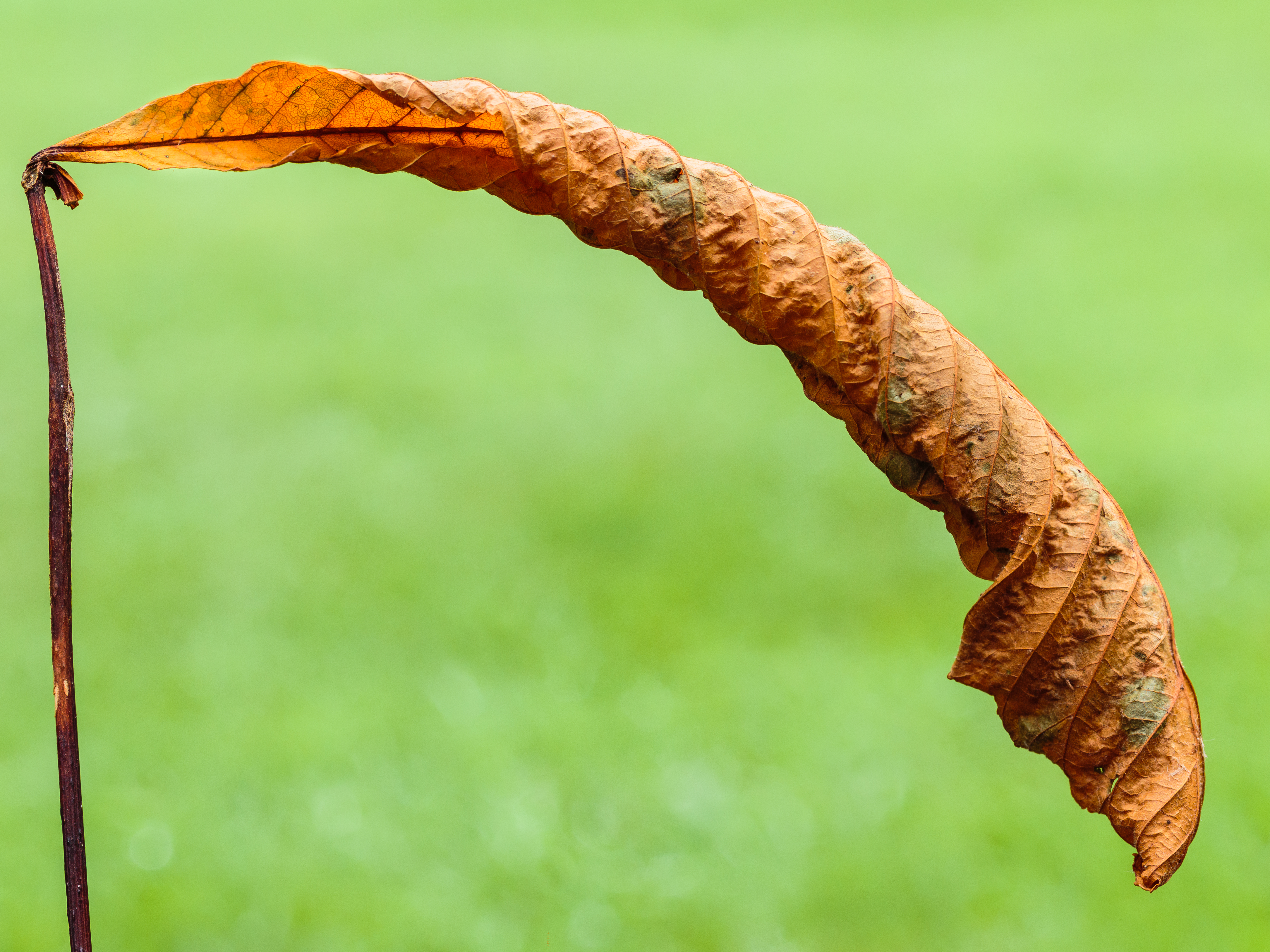
Een verdord blad van een paardenkastanje Aesculus hippocastanum.

De vrucht is een driekleppige doosvrucht (bolster). De zware, houtachtige zaden (kastanjes) kunnen, wanneer de bomen in straten staan, overlast geven. De cultivar 'Baumannii' van de witte paardenkastanje en de cultivar 'Plantierensis' van de rode paardenkastanje geven geen kastanjes.

## Ziektes en beschadigingen
In grote delen van Europa komt de paardenkastanjemineermot voor. Ook in Nederland komen nu door het warmer worden van de aarde ernstige aantastingen voor, waardoor zelfs vroegtijdige bladval optreedt. De paardenkastanje is vatbaar voor verwelkingsziekte (Verticillium). Hierdoor sterven de bomen af en kan, omdat de schimmel in de bodem blijft, op dezelfde plaats geen nieuwe kastanjeboom groeien. Jonge bomen kunnen aangetast worden door de schimmel Guignardia aesculi, wat blijkt door bruine verkleuring en necrose van het blad.
In 2002 werd voor het eerst in Nederland (Haarlemmermeer) een nog onbekende ziekte op de witte paardenkastanje geconstateerd waaraan de bomen mogelijk kunnen doodgaan. Op de bast van de boom ontstaan roestbruine vochtige plekken, die gaan bloeden met een stroperige vloeistof. Men spreekt soms van de kastanjebloedingsziekte. De ziekte heeft zich inmiddels over het gehele land verspreid en er wordt onderzoek naar de veroorzaker gedaan. In 2005 bleek al 31% van de bomen ziek te zijn. Het lijkt er steeds meer op dat bacteriekanker (Pseudomonas syringae) de veroorzaker is. Infectieproeven gaven dezelfde symptomen. Overigens is de aantasting datzelfde jaar ook in Engeland, Duitsland, België, Frankrijk en Italië aangetroffen. Bestrijding is moeizaam en geschiedt met schimmel- en bacteriewerende middelen.

## Toepassing
De vrucht van paardenkastanjebomen werd vroeger aan paarden gegeven om ze van de hoest te genezen, vandaar de naam. Ook voor geiten en varkens is de paardenkastanje eetbaar, maar voor mensen is ze giftig.
Als sierboom worden langs straten, lanen, parken en plantsoenen vegetatief vermeerderde cultivars geplant. Voor aanplanting in bossen worden zaailingen gebruikt, generatief vermeerderende bomen.
De vruchten bevatten saponine en kunnen daardoor in poedervorm of als afkooksel worden gebruikt als wasmiddel of shampoo.

### Gebruik in de alternatieve geneeskunde
In de alternatieve geneeskunde wordt het gebruik van de zaden aanbevolen voor verschillende kwalen. Actieve bestanddelen zijn aescinen, looistoffen en flavonglycosiden, die vaak tot een tinctuur worden verwerkt met een sterke werking op de bloedvaten, die wordt aanbevolen als pijnstiller en als middel tegen kramp, reuma, borstontsteking en maag- en darmklachten. Een thee van de zaden wordt
aanbevolen tegen hoest.

## Soorten
- Aesculus assamica Griff.
- Aesculus californica (Spach) Nutt.
- Aesculus chinensis Bunge
- Aesculus flava Sol.
- Aesculus glabra Willd.
- Aesculus hippocastanum L. - Witte paardenkastanje
- Aesculus indica (Wall. ex Cambess.) Hook.
- Aesculus parryi A.Gray
- Aesculus parviflora Walter
- Aesculus pavia L.
- Aesculus sylvatica W.Bartram
- Aesculus turbinata Blume

## Hybriden
- Aesculus × bushii C.K.Schneid.
- Aesculus × carnea Zeyh. - Rode paardenkastanje
- Aesculus × hybrida DC.
- Aesculus × marylandica Booth ex Dippel
- Aesculus × mutabilis (Spach) Scheele
- Aesculus × neglecta Lindl.

## Afbeeldingen

bladeren, bloemen, vruchten en zaden
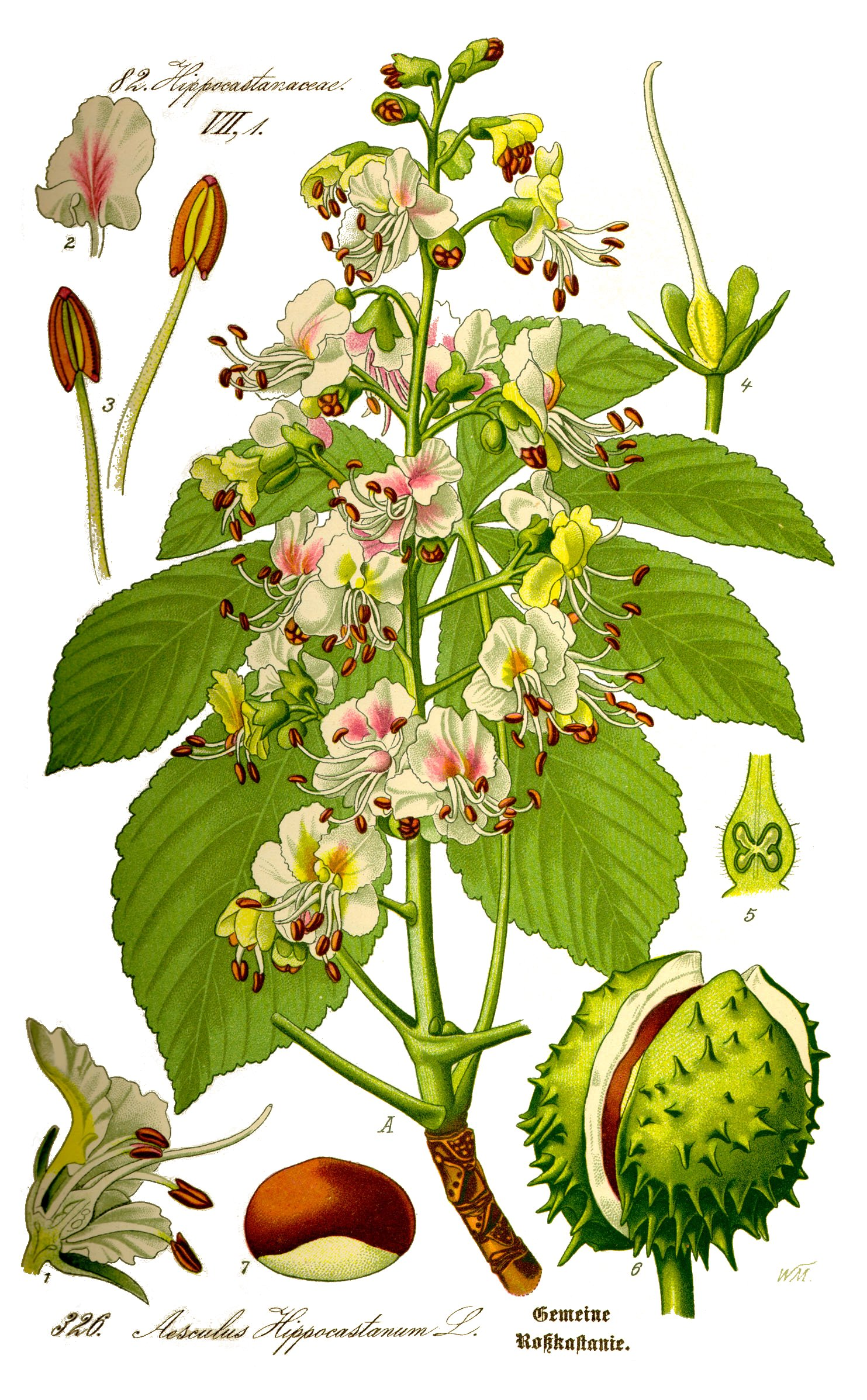
Bloemen van de witte paardenkastanje met in het hart gele, oranje en rode vlekken. De bevruchte bloemen hebben een rood hart waardoor het honingmerk door de insecten niet meer te zien is.
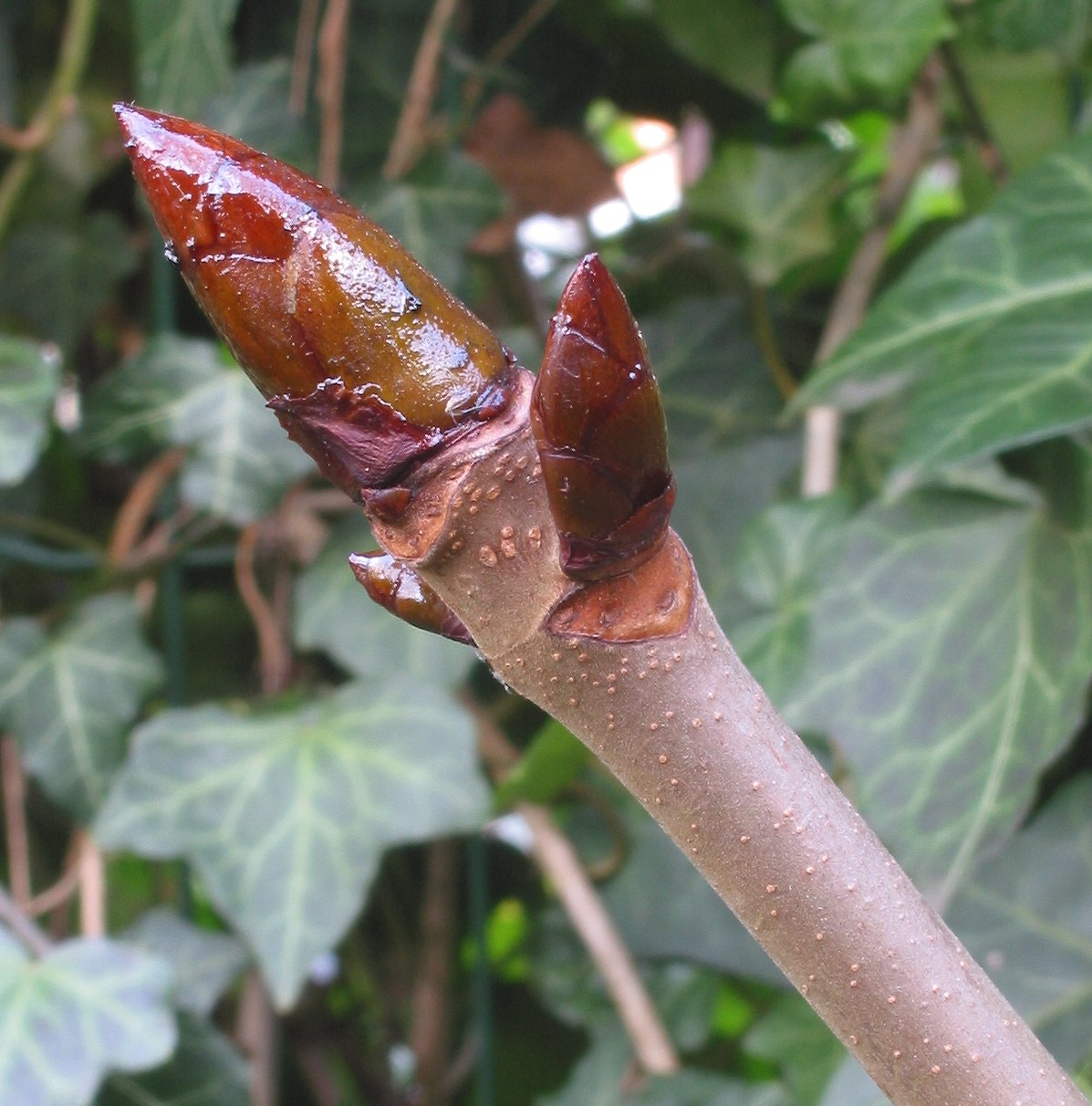
Bladknop
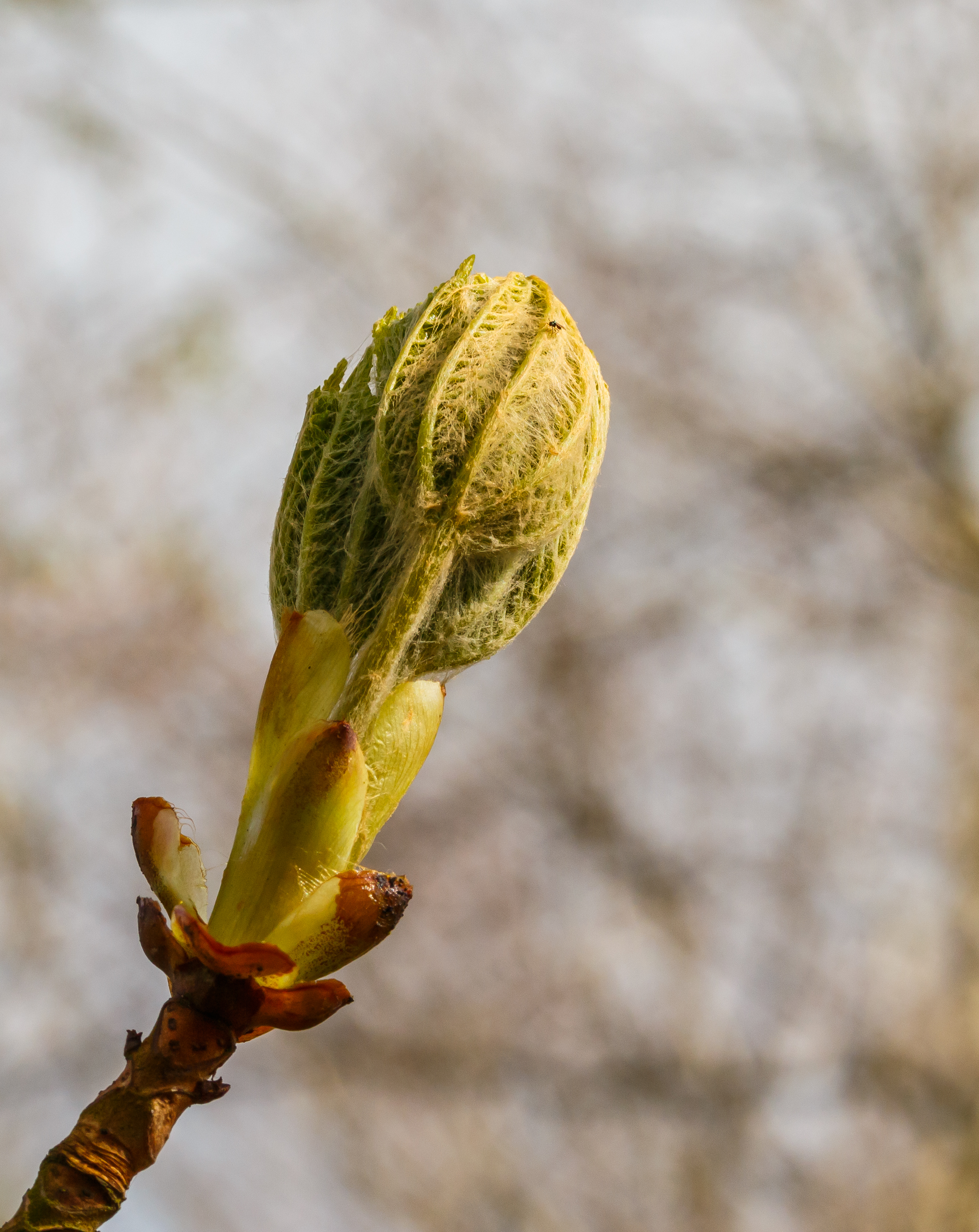
Bladknop
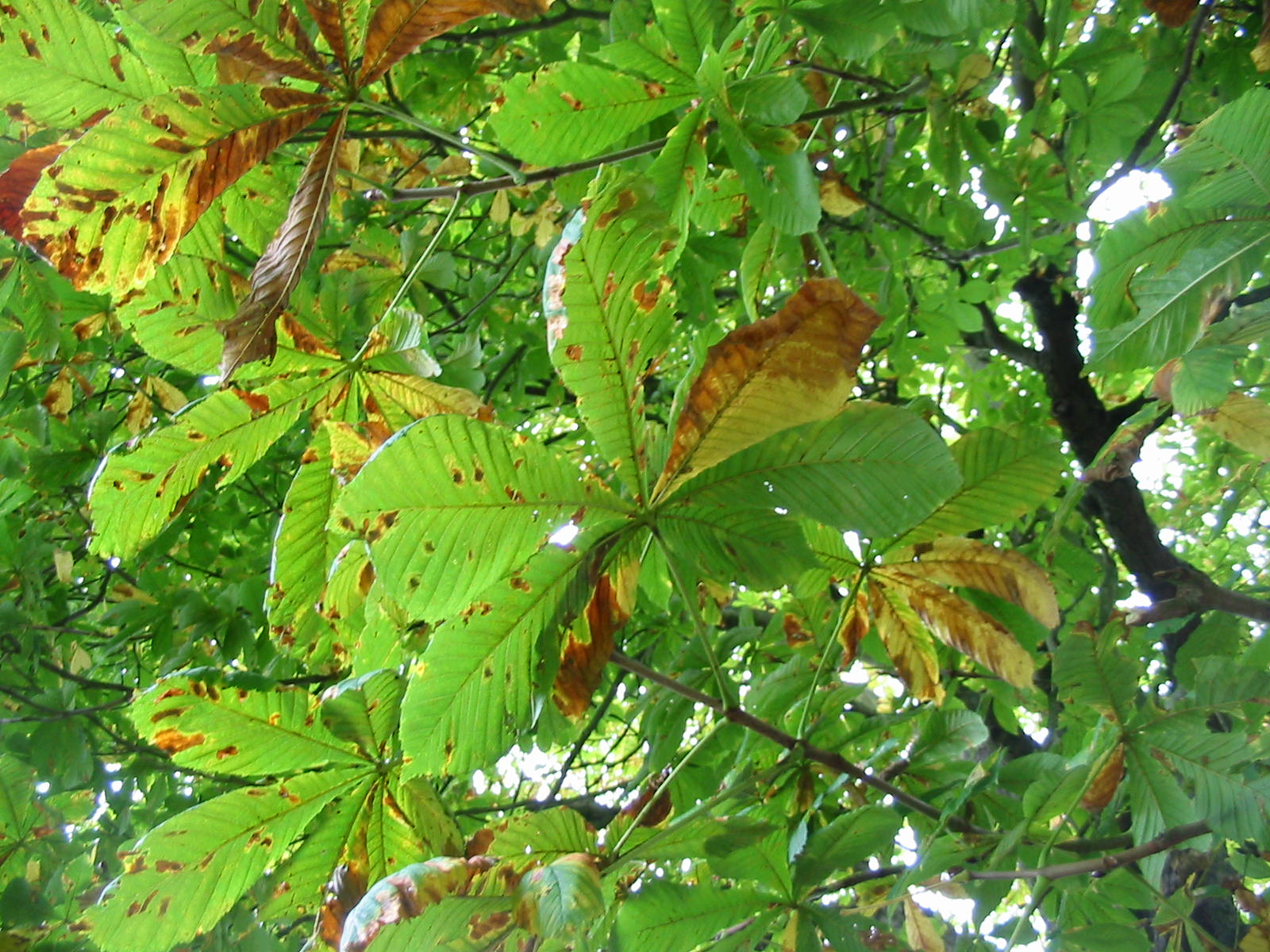
Bladeren aan het begin van de herfst
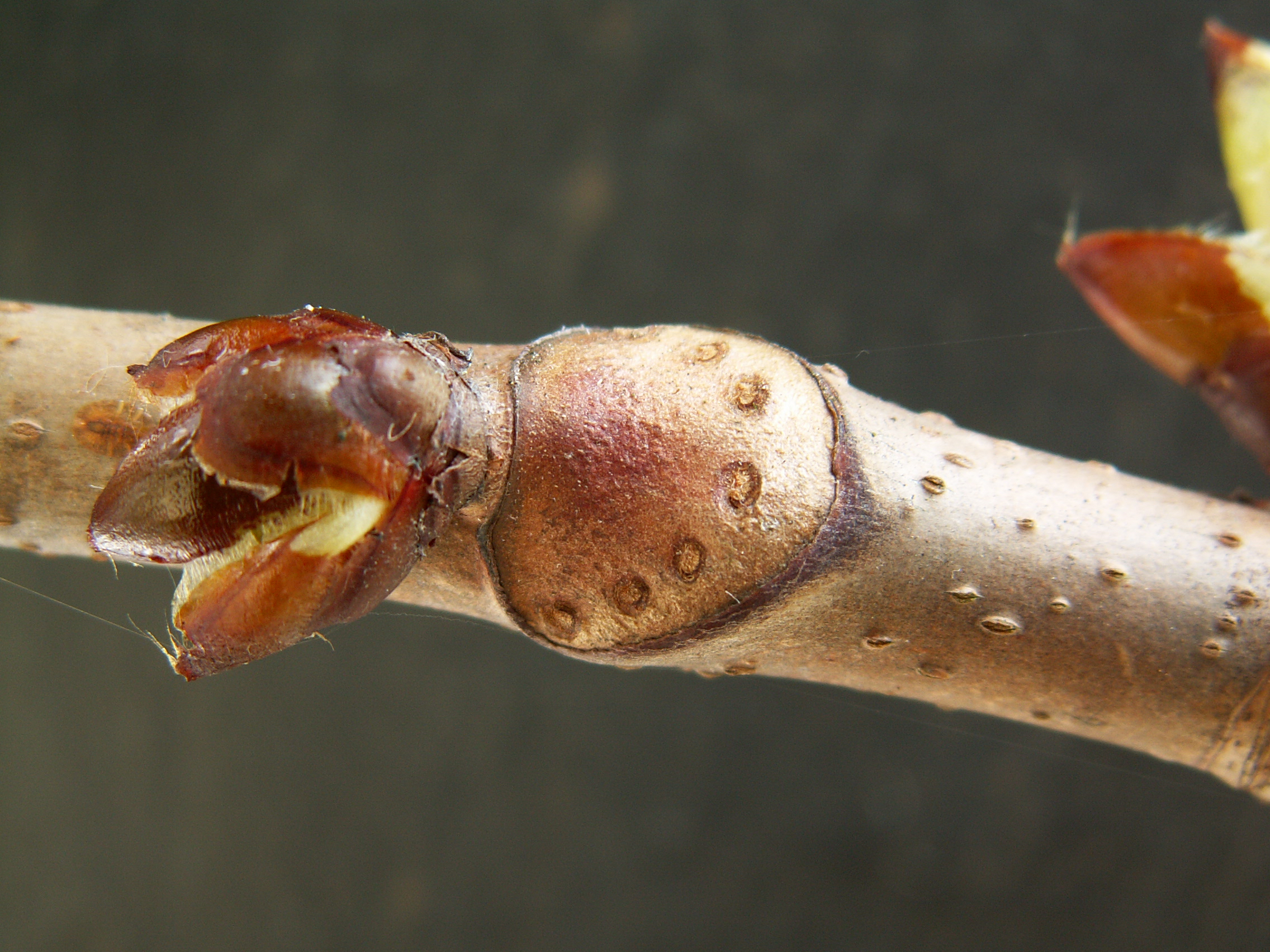
Hoefijzerafdruk
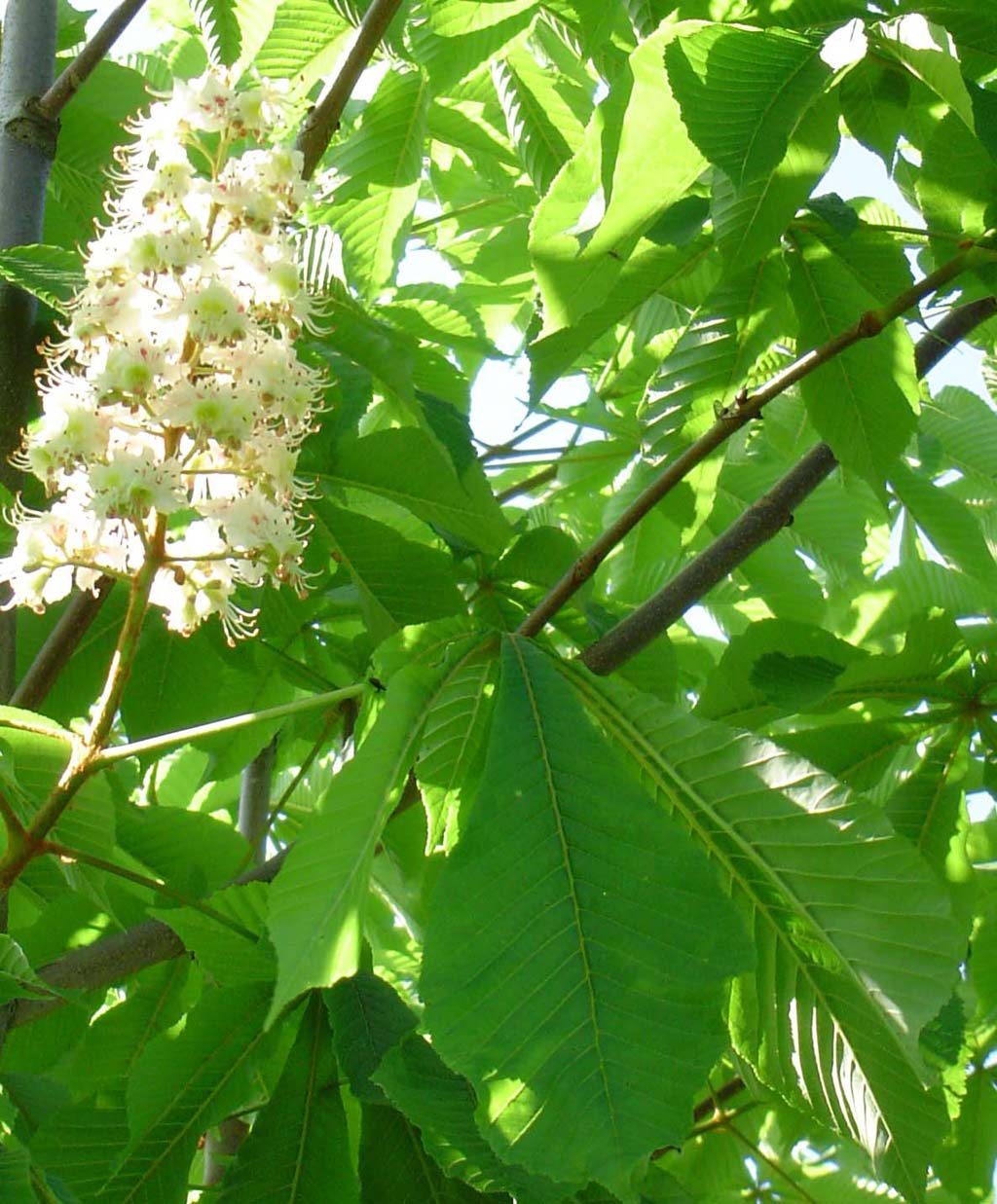
Bloemtros en bladeren
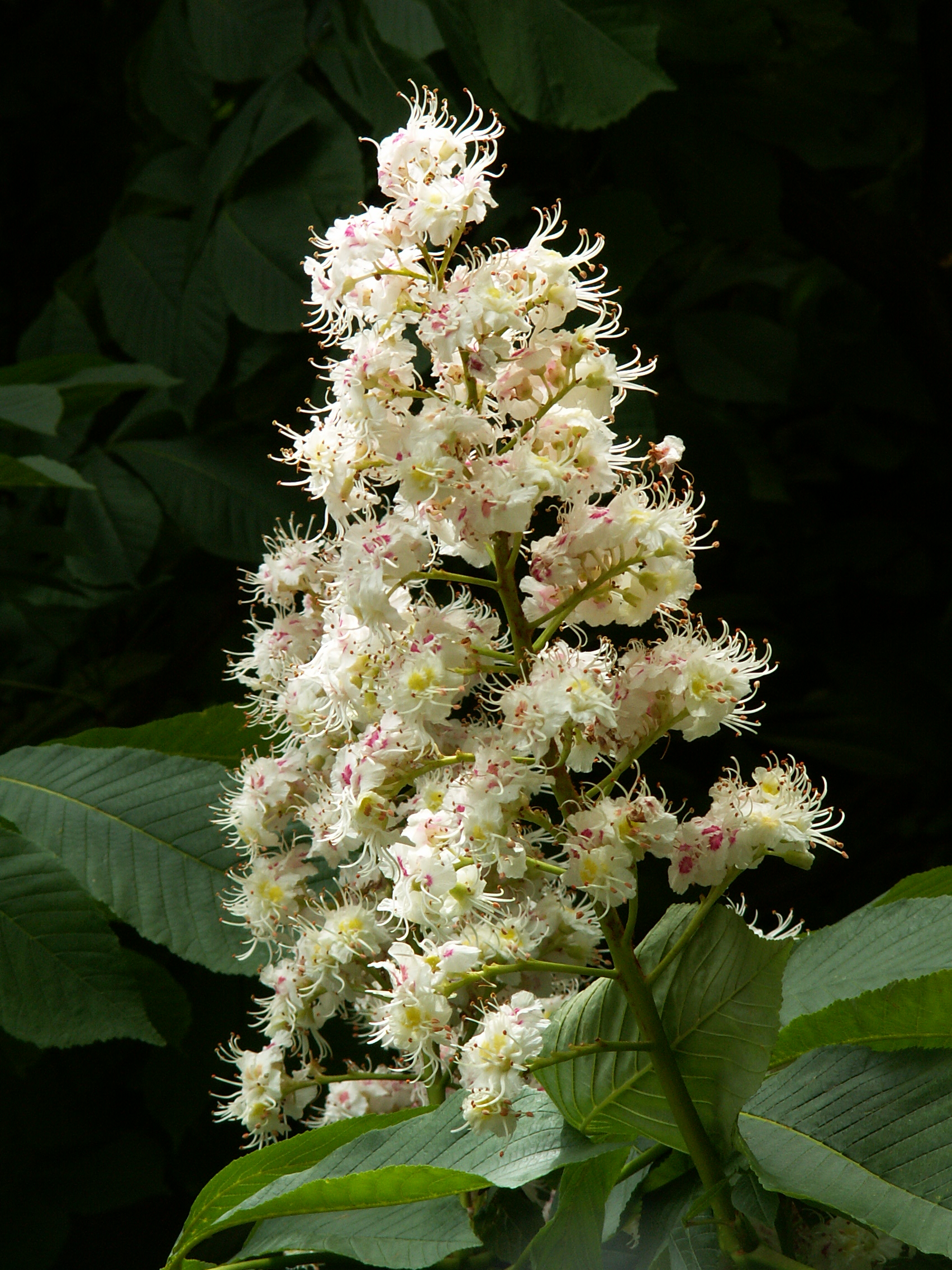
Bloemtros
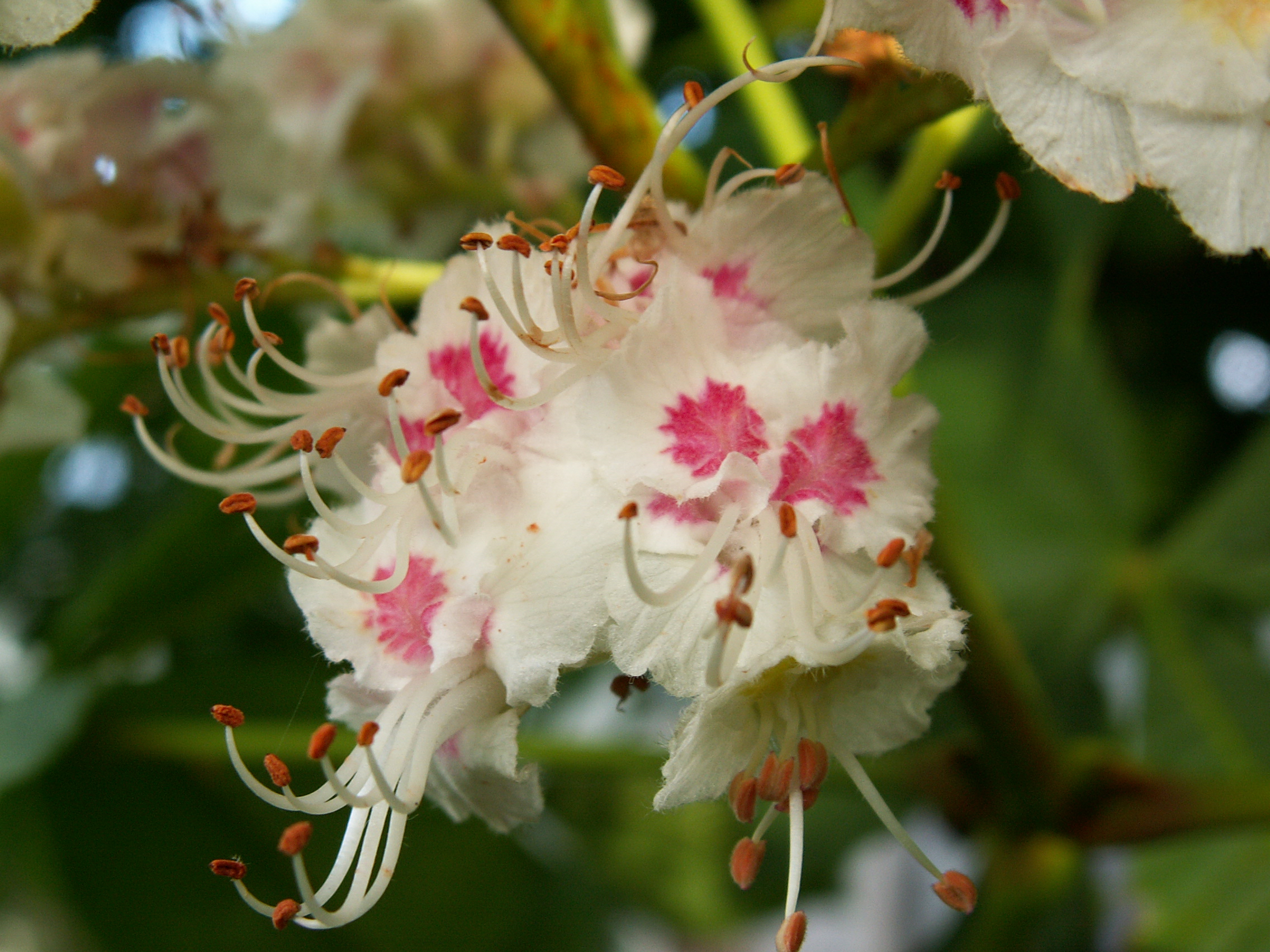
Bloemen van dichtbij
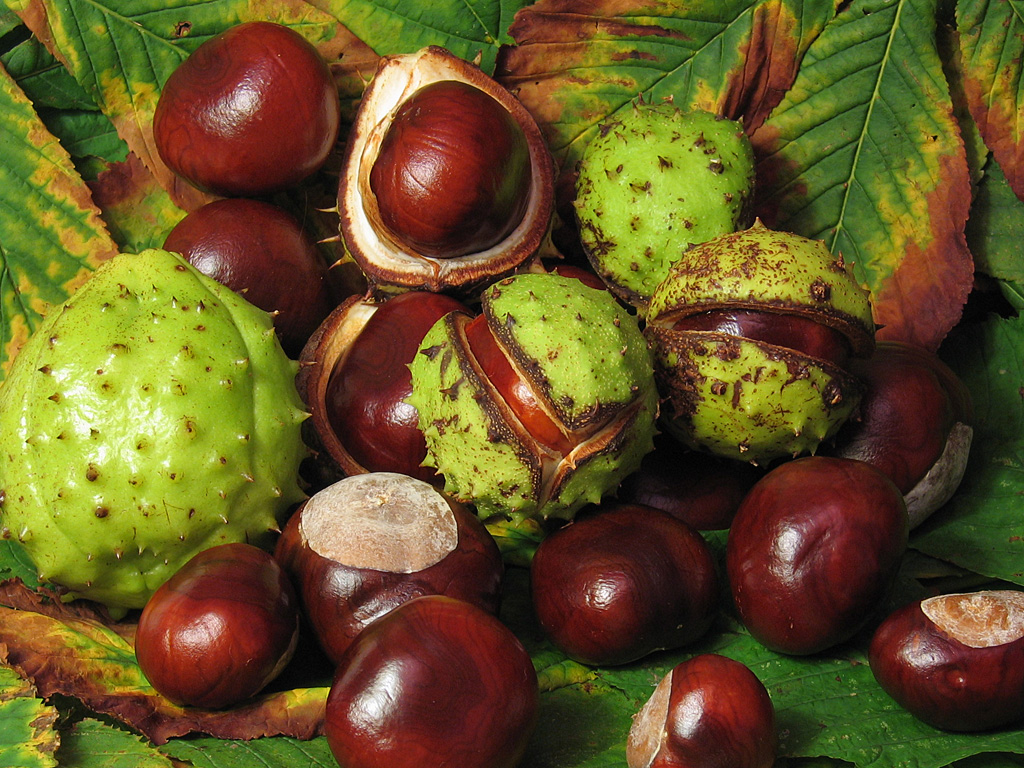
Kastanjevruchten en kastanjes

bomen
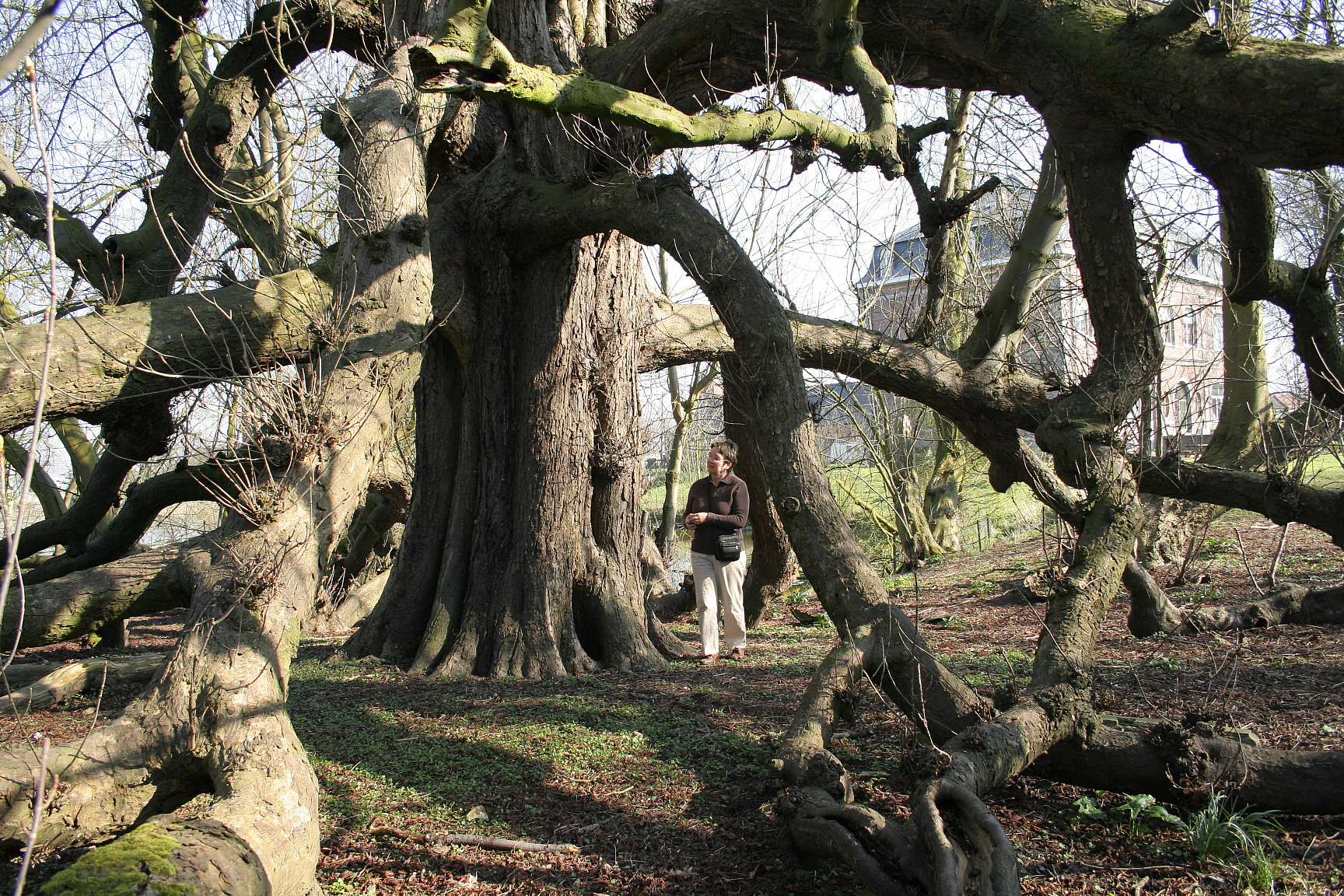
Opmerkelijke paardenkastanje van Rouveroy (België)
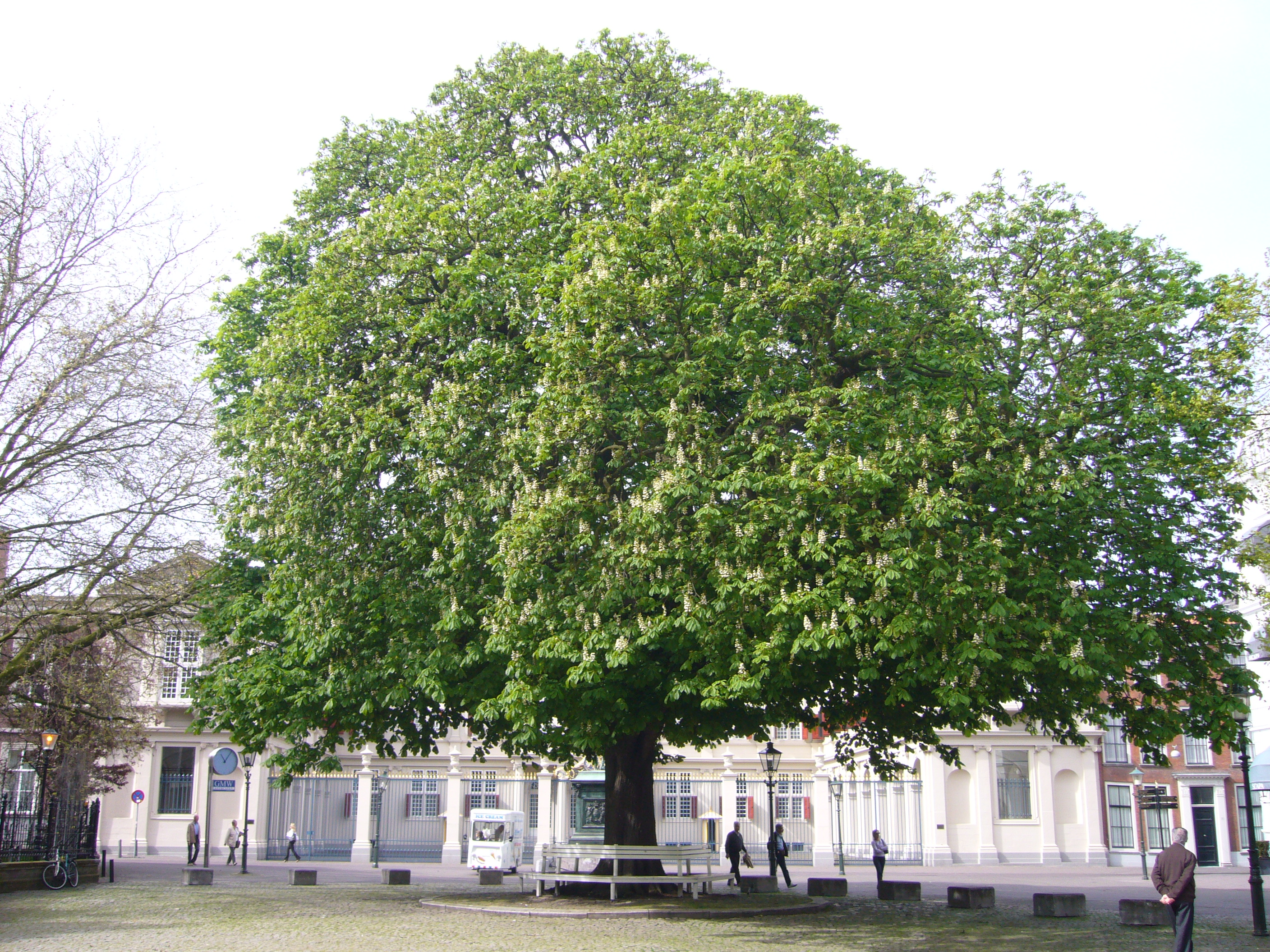
'Postzegelboom' aan het Noordeinde (Den Haag), geplant in 1883
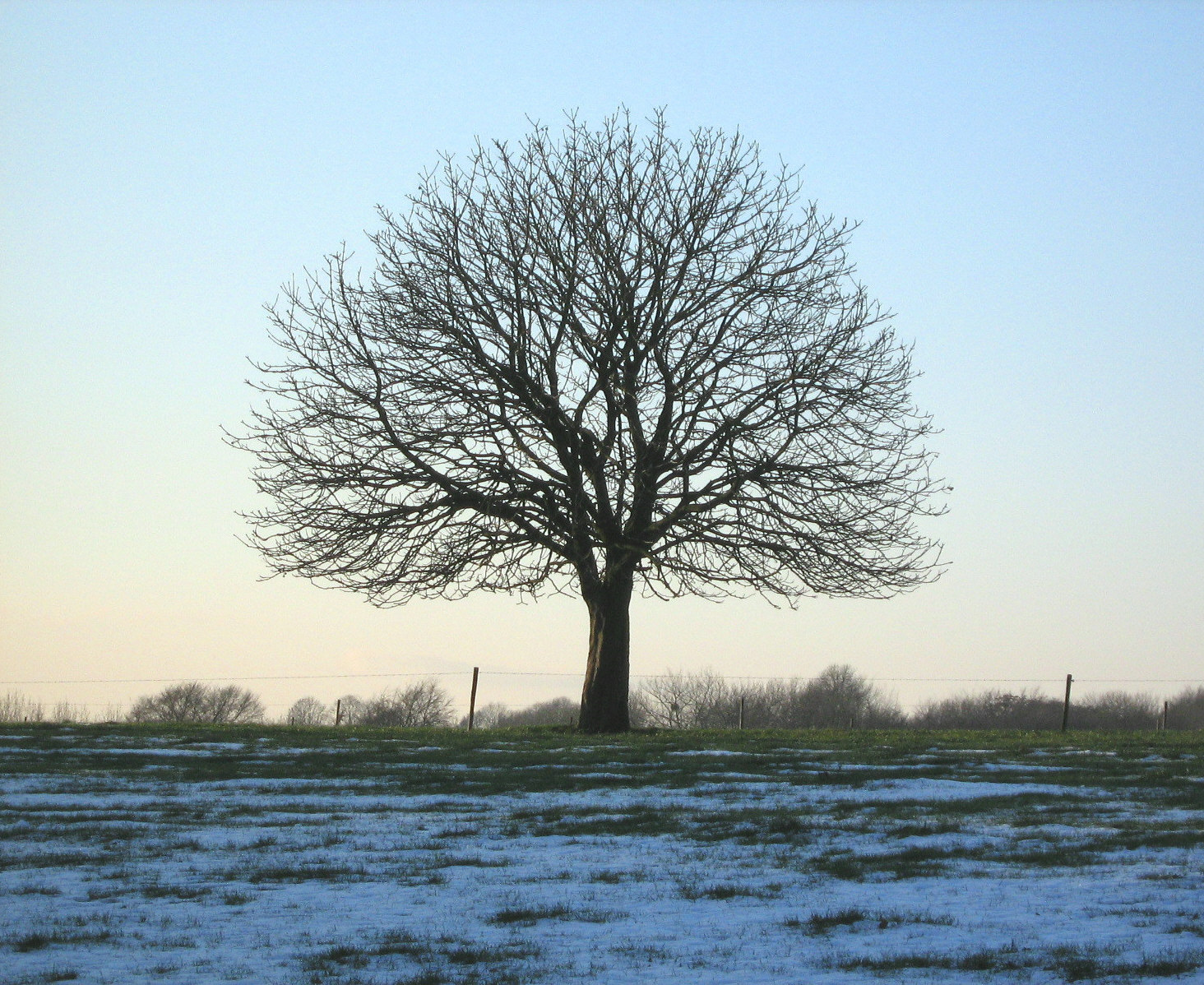
Kastanjeboom in de winter

aantastingen bij de paardenkastanje
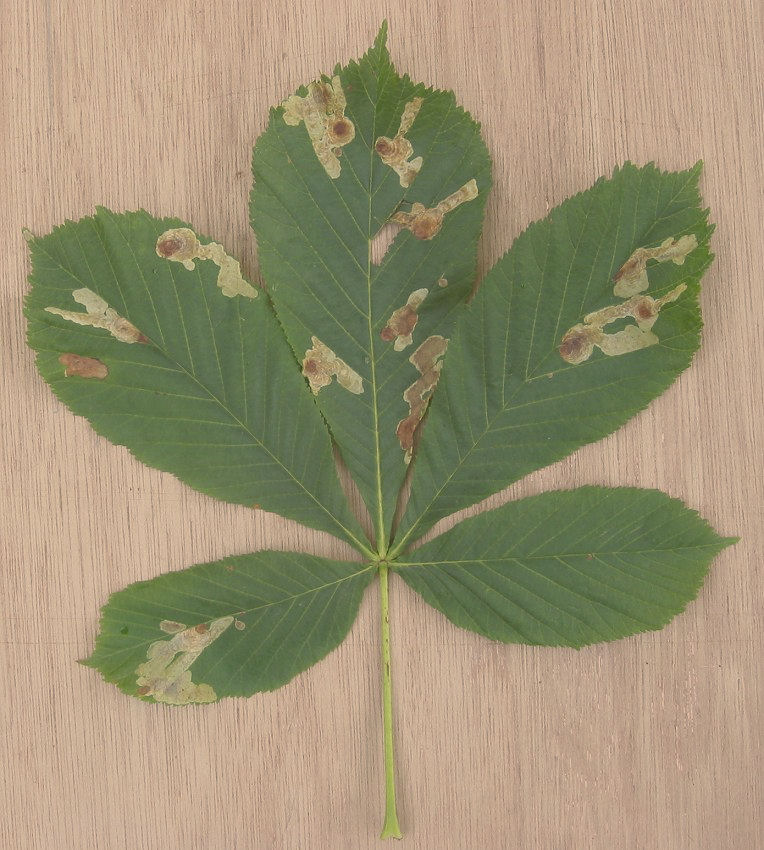
Door paardenkastanjemineermot aangetast blad
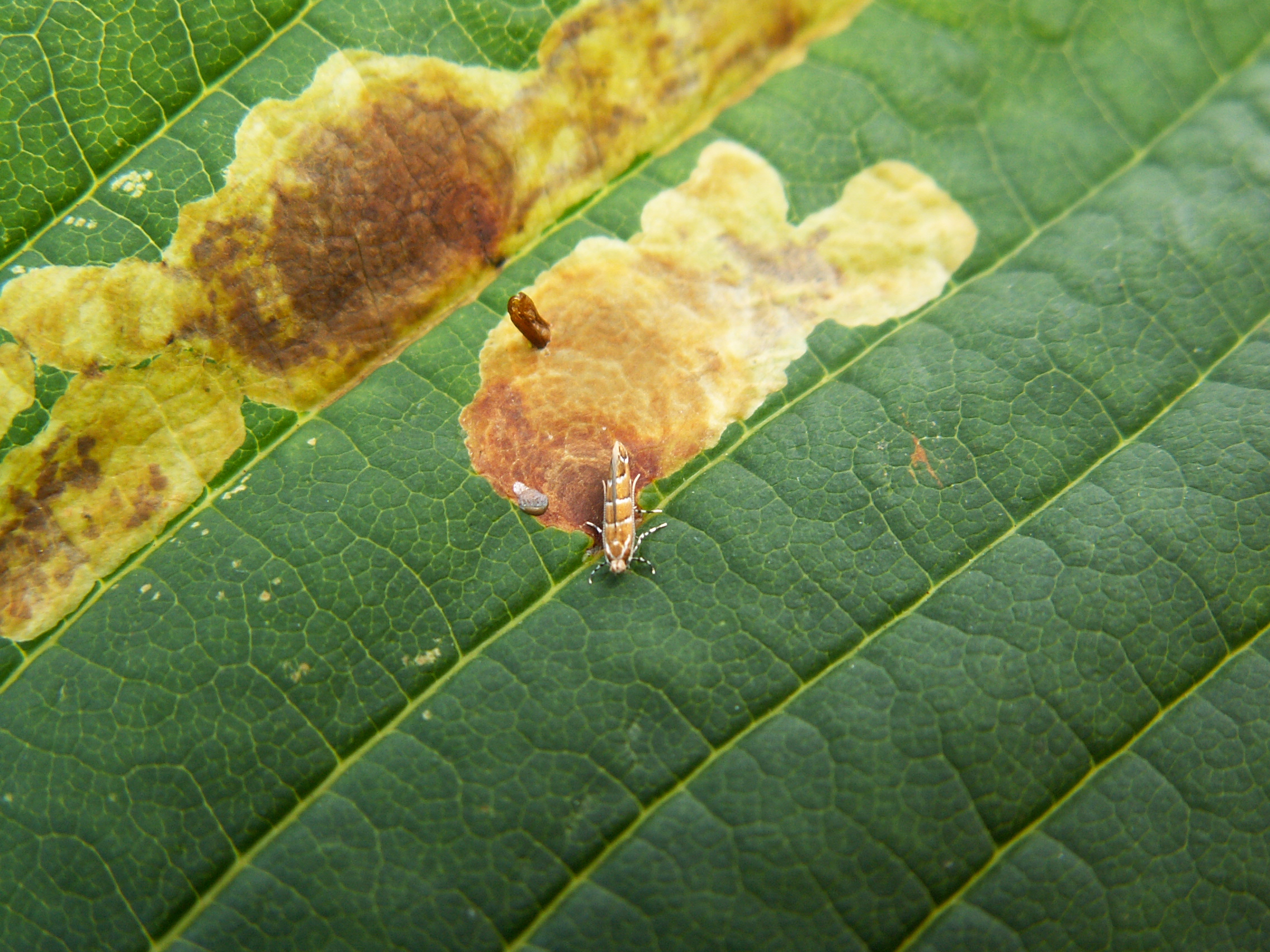
Ontpopte mineermot
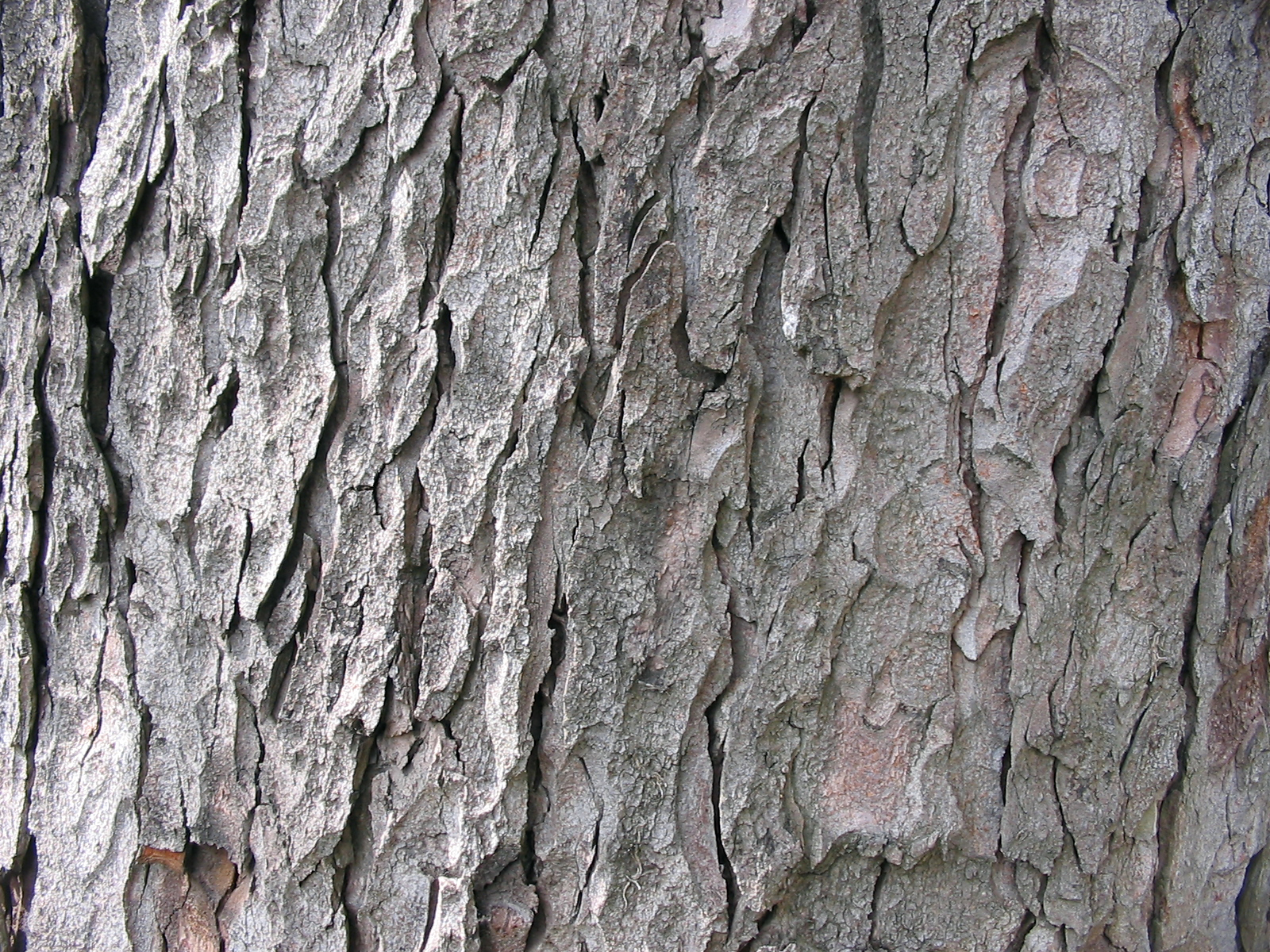
Bast
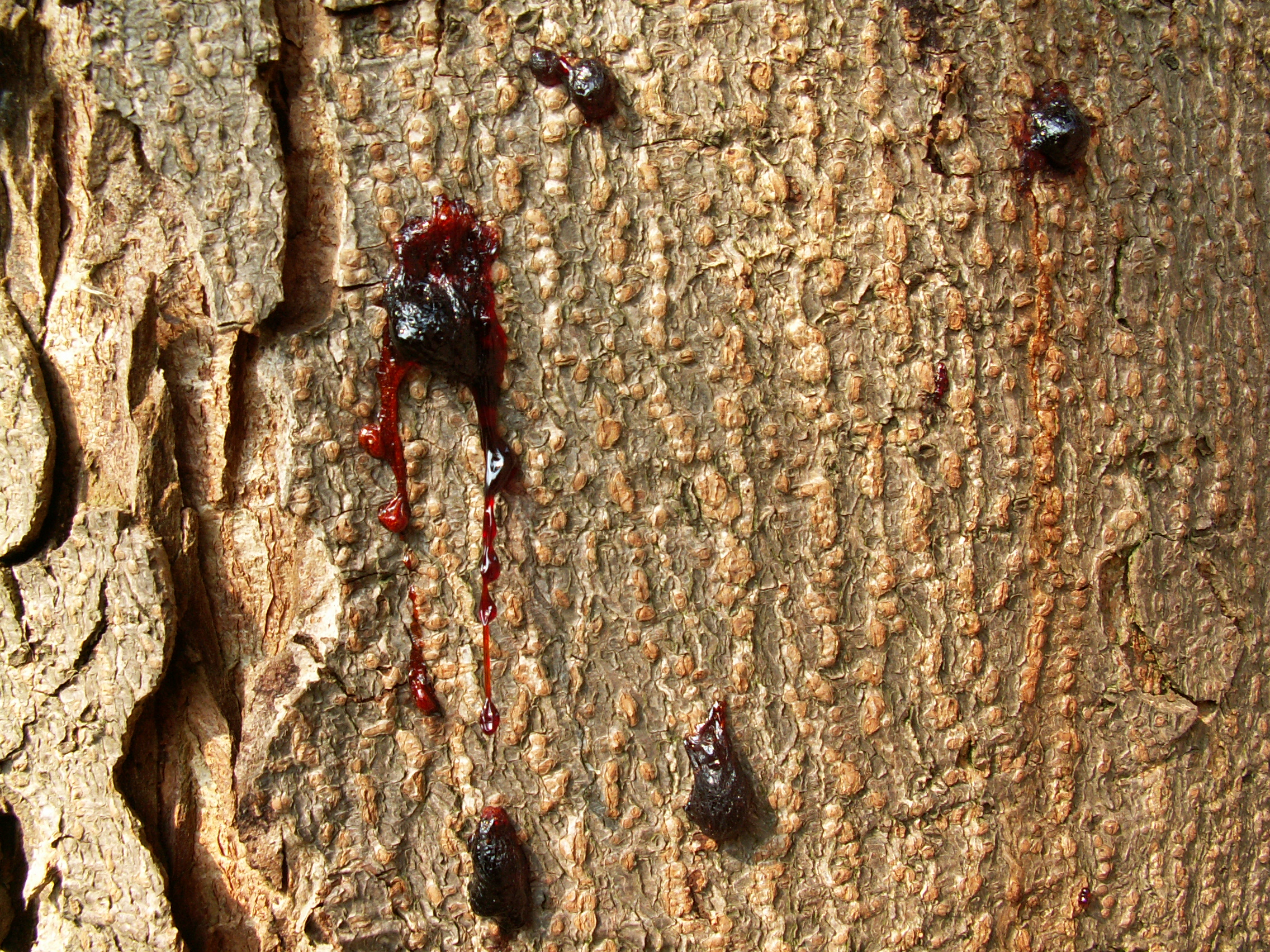
Bast met beginnende bloeding
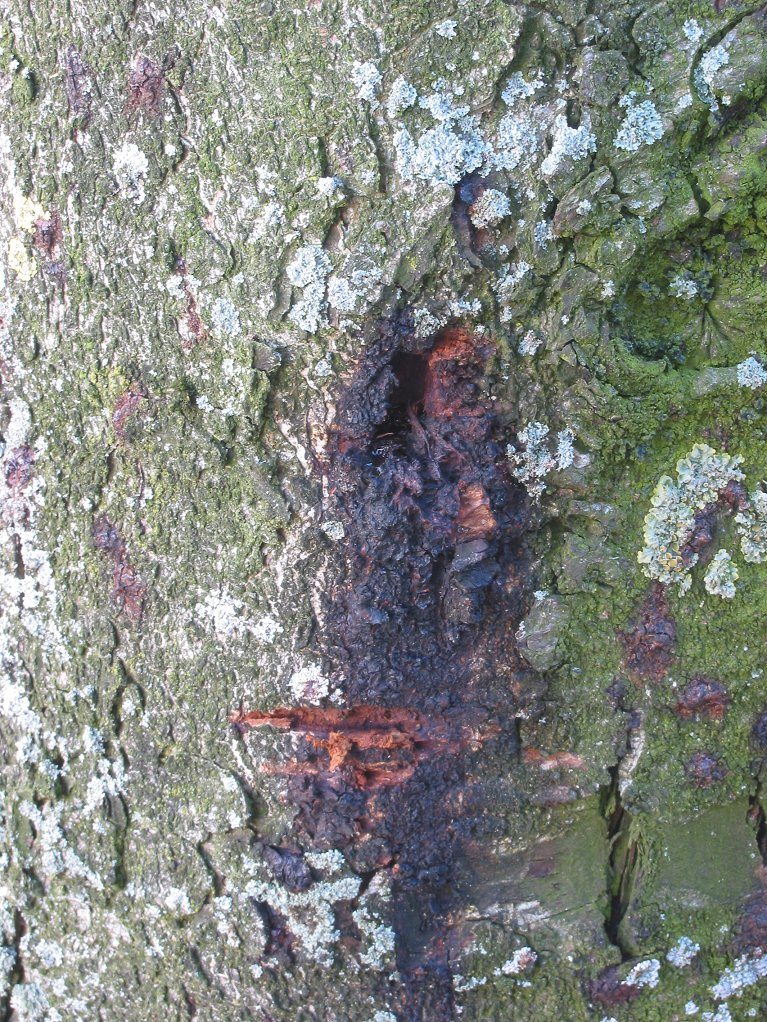
Bloedende paardenkastanje door een aantasting van de bacterie Pseudomonas syringae
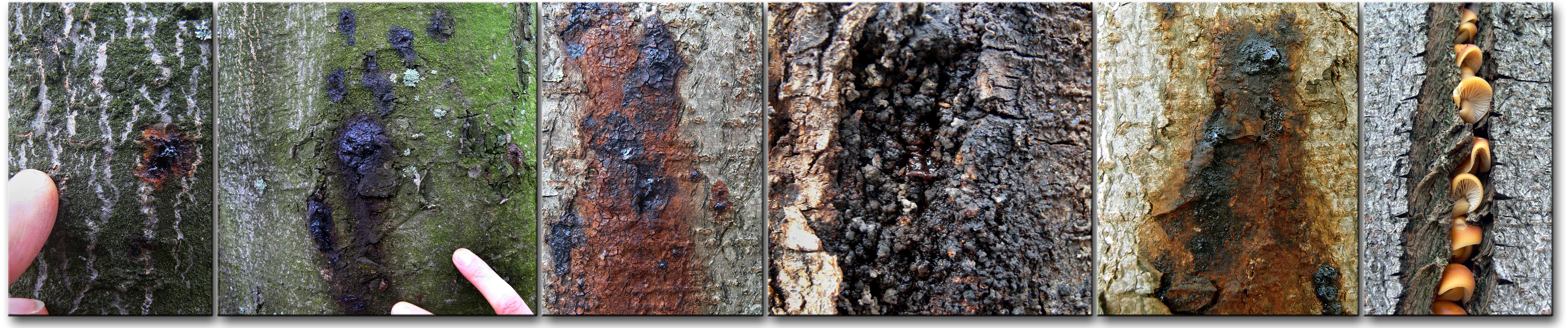
Aantastingen door de bacterie Pseudomonas syringae